# Nakfunu
Nakfunu is een bestuurslaag in het regentschap Timor Tengah Selatan van de provincie Oost-Nusa Tenggara, Indonesië. Nakfunu telt 719 inwoners (volkstelling 2010).